# Casa do Bispo (Sesimbra)
A Casa do Bispo, também referida como Palácio do Bispo e Casa dos Frades, é um edifício localizado em Sesimbra, na freguesia de Santiago (Sesimbra), em Portugal, à Rua Antero de Quental, no centro histórico da vila.
Preserva a aparência quinhentista, edificada que foi no século XVI. Pertenceu ao Bispo de Fez, D. Belchior Beliago, tendo sido sujeita recentemente a obras de requalificação.

## Galeria

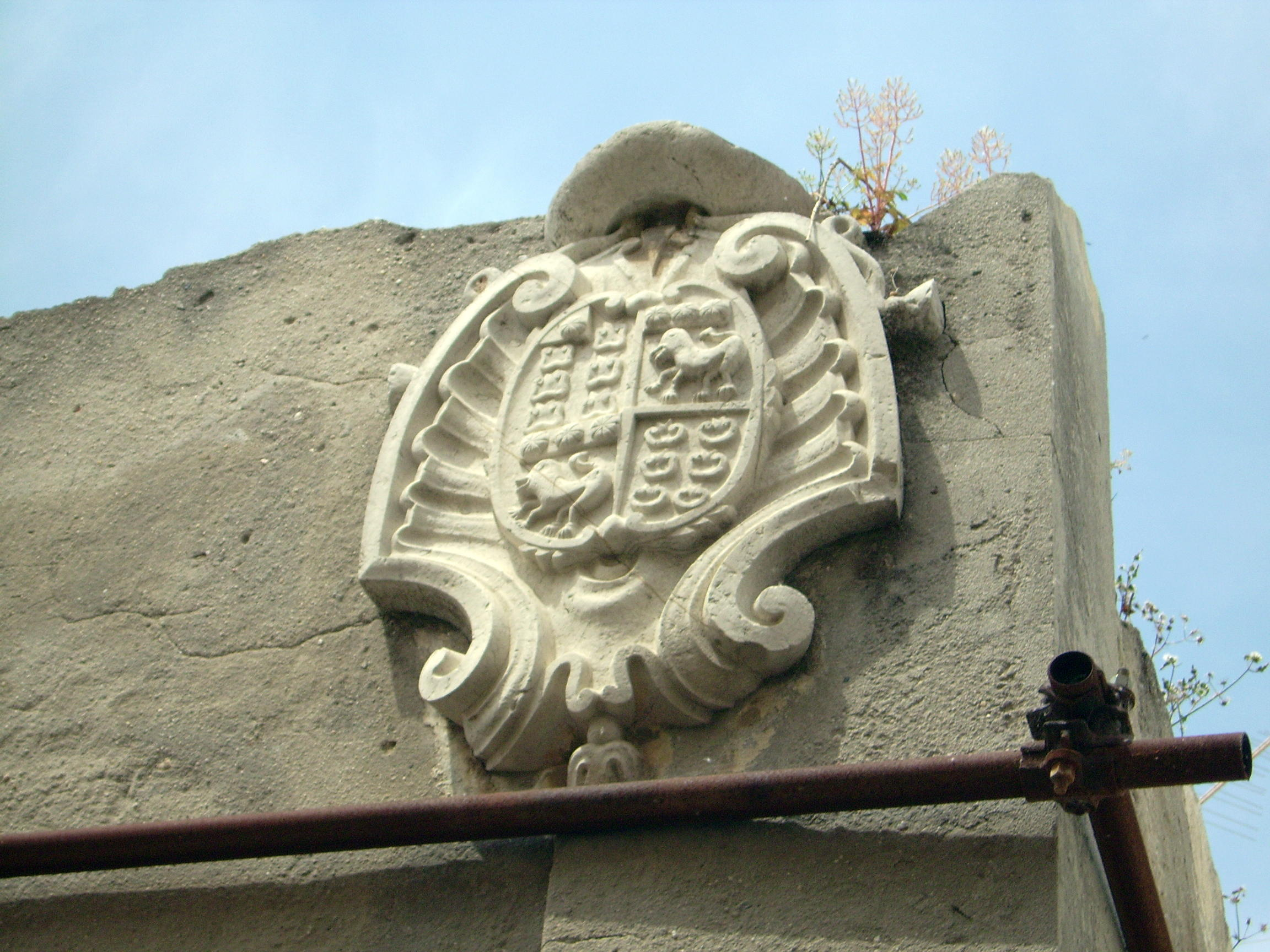
Casa do Bispo: Detalhe do brasão
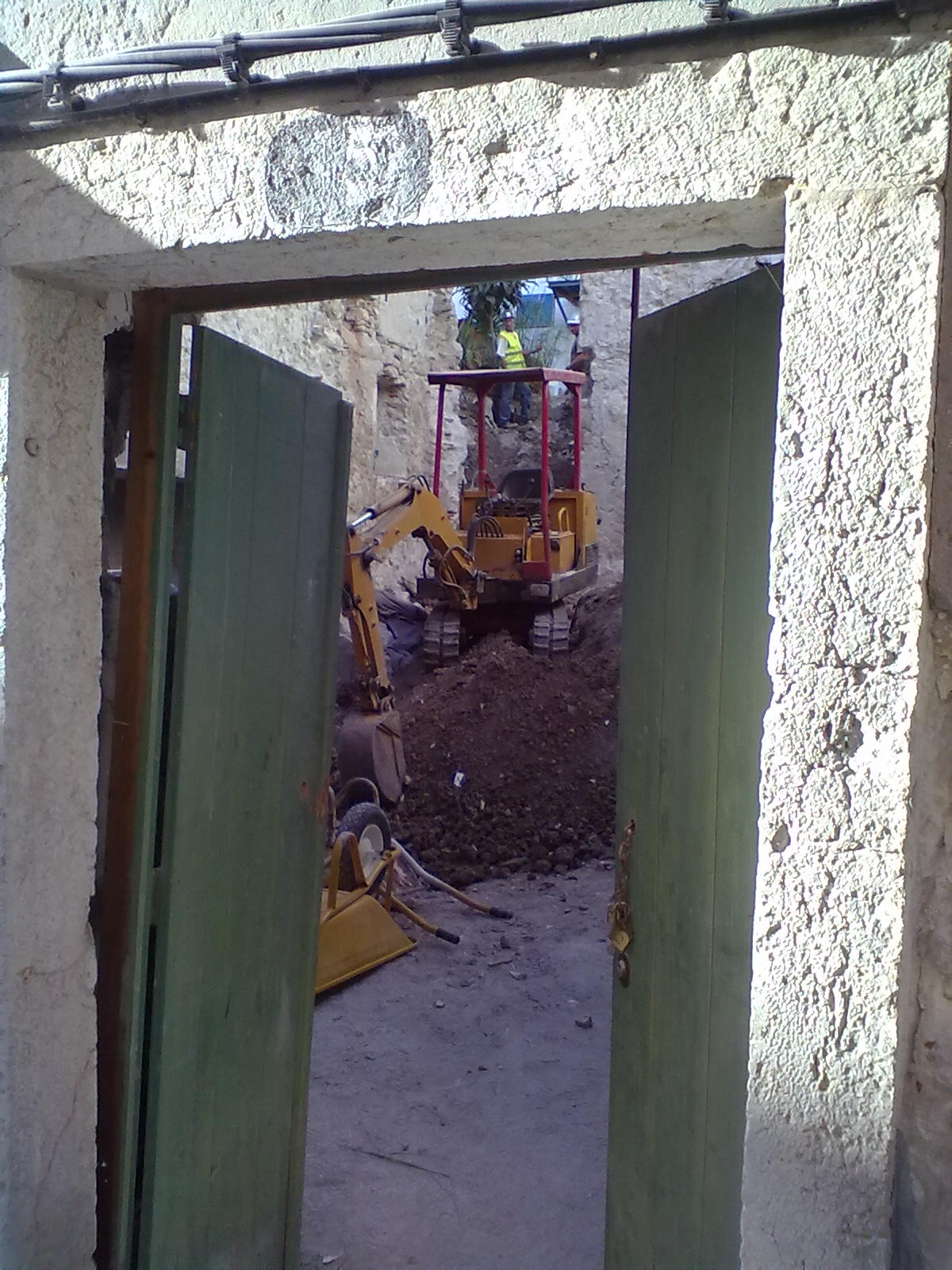
Obras na Casa do Bispo